# Markelle Fultz
Markelle N’Gai Fultz (Upper Marlboro, Maryland, 1998. május 29. –) amerikai utánpótlás-válogatott kosárlabdázó, a National Basketball Associationben (NBA) szereplő Sacramento Kings csapatában játszik. Egyetemen a Washington Huskies játékosa volt, mielőtt a Philadelphia 76ers az első helyen kiválasztotta a 2017-es NBA-drafton.
A Huskiesnél töltött egyetlen szezonja alatt Fultz irányítóként és dobóhátvédként játszott. Csapata kiábrándító éve ellenére beválasztották az All-American harmadik, és az All-Pac-12 első csapatába. NBA karrierjét a 76ers csapatában kezdte, mielőtt 2019-ben az Orlando Magicbe küldték, majd 2025-ben a Kingshez szerződött.
Mivel a vállsérülése, az úgynevezett mellkasikimeneti szindróma (TOS) miatt nem tudta átültetni az egyetemi támadóképességeit az NBA-be, sokan rossz draftválasztásként tartják számon. 

## Statisztika

### NBA

#### Alapszakasz
| Év        | Csapat             | JM  | KM  | JP/M | MG%  | 3P%  | BD%   | LP/M | GP/M | L/M | B/M | P/M  |
| --------- | ------------------ | --- | --- | ---- | ---- | ---- | ----- | ---- | ---- | --- | --- | ---- |
| 2017–2018 | Philadelphia 76ers | 14  | 0   | 18,1 | .405 | .000 | .476  | 3,1  | 3,8  | 0,9 | 0,3 | 7,1  |
| 2018–2019 | Philadelphia 76ers | 19  | 15  | 22,5 | .419 | .286 | .568  | 3,7  | 3,1  | 0,9 | 0,3 | 8,2  |
| 2019–2020 | Orlando Magic      | 72  | 60  | 27,7 | .465 | .267 | .730  | 3,3  | 5,1  | 1,3 | 0,2 | 12,1 |
| 2020–2021 | Orlando Magic      | 8   | 8   | 26,9 | .394 | .250 | .895  | 3,1  | 5,4  | 1,0 | 0,3 | 12,9 |
| 2021–2022 | Orlando Magic      | 18  | 3   | 20,0 | .474 | .235 | .806  | 2,7  | 5,5  | 1,1 | 0,3 | 10,8 |
| 2022–2023 | Orlando Magic      | 60  | 60  | 29,6 | .514 | .310 | .783  | 3,9  | 5,7  | 1,5 | 0,4 | 14,0 |
| 2023–2024 | Orlando Magic      | 43  | 18  | 21,2 | .472 | .222 | .697  | 3,2  | 2,8  | 1,0 | 0,3 | 7,8  |
| 2024–2025 | Sacramento Kings   | 21  | 0   | 8,8  | .418 | .500 | 1.000 | 1,0  | 1,3  | 0,5 | 0,1 | 2,9  |
| Karrier   | Karrier            | 255 | 164 | 24,0 | .470 | .280 | .732  | 3,2  | 4,4  | 1,1 | 0,3 | 10,4 |

#### Rájátszás
| Év      | Csapat             | JM | KM | JP/M | MG%  | 3P%  | BD%  | LP/M | GP/M | L/M | B/M | P/M  |
| ------- | ------------------ | -- | -- | ---- | ---- | ---- | ---- | ---- | ---- | --- | --- | ---- |
| 2018    | Philadelphia 76ers | 3  | 0  | 7,6  | .143 | —    | .750 | 1,0  | 1,7  | 0,7 | 0,0 | 1,7  |
| 2020    | Orlando Magic      | 5  | 5  | 29,3 | .400 | .375 | .857 | 2,2  | 5,2  | 1,0 | 0,6 | 12,0 |
| 2024    | Orlando Magic      | 7  | 0  | 15,1 | .588 | .000 | .556 | 2,0  | 1,1  | 0,4 | 0,0 | 6,4  |
| Karrier | Karrier            | 15 | 5  | 18,3 | .446 | .353 | .700 | 1,9  | 2,6  | 0,7 | 0,2 | 7,3  |

### Egyetem
| Év        | Csapat             | JM | KM | JP/M | MG%  | 3P%  | BD%  | LP/M | GP/M | L/M | B/M | P/M  |
| --------- | ------------------ | -- | -- | ---- | ---- | ---- | ---- | ---- | ---- | --- | --- | ---- |
| 2016–2017 | Washington Huskies | 25 | 25 | 35,7 | .476 | .413 | .649 | 5,7  | 5,9  | 1,6 | 1,2 | 23,2 |